# Élections générales sud-africaines de 1933
Les élections générales sud-africaines du 17 mai 1933 sont les troisièmes élections législatives remportées consécutivement par le parti national de James B. Hertzog, allié pour ces élections avec le parti sud-africain de Jan Smuts. 
Ces élections interviennent dans le contexte de la crise mondiale de 1929 qui a atteint l'Afrique du Sud. 
Il s'agit des premières élections où les femmes blanches sont électrices, en vertu d'une loi adoptée en 1931. Il s'agit également des dernières élections censitaires non ségréguées dans la province du Cap.

## Mode de scrutin
La chambre de l'assemblée du parlement de l'Union d'Afrique du Sud compte 150 sièges en 1933. 
En application du South Africa Act de 1910, modifié par un amendement en 1931, tous les hommes blancs et toutes les femmes blanches résidant en Afrique du Sud sont électeurs à partir du moment où ils sont âgés de plus de 21 ans. Les derniers obstacles censitaires relatifs aux sexes, aux revenus et aux biens qui subsistaient ont été supprimés pour cette catégorie de population. 
Dans la province du Cap, un système de franchise électorale non raciale, hérité de la colonie du Cap et basé sur l'instruction, le salaire et la propriété, permet aux hommes de couleurs (coloured et noirs) de bénéficier du droit de vote et d'émarger sur les mêmes listes électorales que les blancs. Un système similaire plus restrictif existe aussi au Natal.
Le mode de scrutin appliqué depuis la formation de l'Union d'Afrique du Sud est celui du scrutin uninominal majoritaire à un tour. Son avantage est de permettre l'élection d'un candidat qui aura obtenu le plus de voix sur sa circonscription électorale mais son principal défaut est aussi de permettre l'élection d'un candidat qui peut se révéler minoritaire quand il n'a pas obtenu plus de 50 % des voix. 
La délimitation des circonscriptions électorales est celle réalisée en 1932. 
| Provinces        | province du Cap | Natal | État libre d'Orange | Transvaal | Total |
| ---------------- | --------------- | ----- | ------------------- | --------- | ----- |
| Nombre de sièges | 61              | 16    | 16                  | 57        | 150   |

## Forces politiques en présence
Le Parti national est au pouvoir depuis les élections générales sud-africaines de 1924. Particulièrement malmené par la crise internationale, il s'est rapproché de son opposition parlementaire avec laquelle il forme une alliance électorale en vue de former un gouvernement d'union nationale. Des réticences s'expriment toutefois dans chacun des deux partis.
Tielman Roos est un ancien ministre et chef du parti national au Transvaal. En rupture avec Hertzog, il est le premier homme politique sud-africain à avoir demandé l'abandon de l'étalon-or (ce qui est réalisé en décembre 1932) et à avoir suggéré la formation d'un gouvernement d'union nationale qu'il espère diriger. Son idée est finalement reprise par Smuts et Hertzog, écartant au passage Roos des pourparlers. Celui-ci se lance alors sous sa propre bannière, celle du parti du centre.

## Contexte électoral

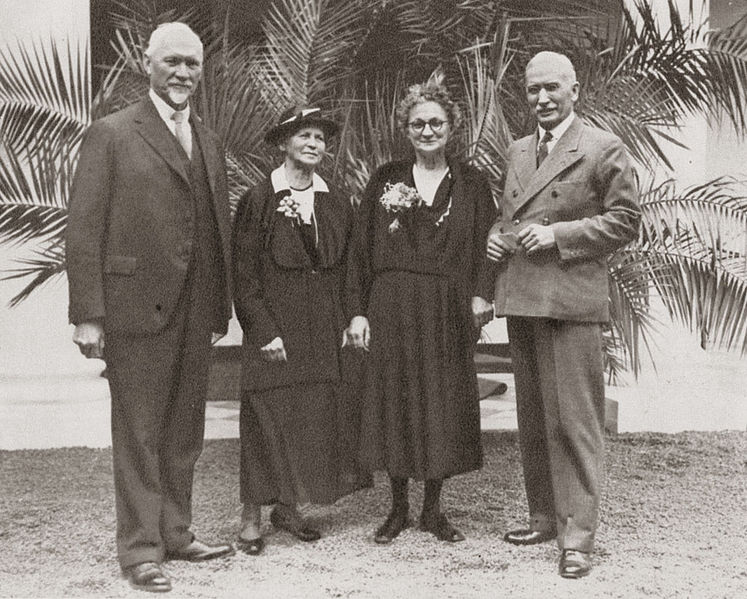
Jan Smuts, Hertzog et Smuts et James B. Hertzog

Durant ses neuf années au pouvoir, le parti national a maintenu  sa cohésion par un virulent sentiment antibritannique et sur l'aspiration à une indépendance nationale teintée de républicanisme. Cependant, ces revendications et ces aspirations se sont érodées, d'une part parce que le pays connait jusqu'en 1930 une forte croissance économique et que d'autre part, la déclaration Balfour a garanti l'autonomie des dominions au sein de l'Empire et que l'Union d'Afrique du Sud a obtenu la reconnaissance de son indépendance par le statut de Westminster de 1931. Pour Hertzog, l'humiliation du traité de Vereeniging qui avait mis fin à l'indépendance des républiques boers est effacée tout comme les freins à un rapprochement avec Smuts. Une telle alliance permettrait aussi de circonvenir une coalition entre le parti sud-africain, les partisans de  Tielman Roos et les fédéralistes du Natal. De son côté, Smuts doit circonvenir des dissensions politiques internes opposant l'aile conservatrice à l'aile libérale du parti sud-africain, incarnée par Jan Hendrik Hofmeyr, et gérer également les tentations autonomes des fédéralistes du Natal.

Les circonstances de ce rapprochement entre les deux principaux partis du parlement résultent cependant largement des conséquences de la grave crise économique qui ravage le pays et de la crise monétaire. Les tractations entre les deux partis aboutissent sur un programme commun en sept points (autonomie maintenue de l'union, reconnaissance du drapeau national comme symbole d'unité, équité linguistique pour les deux langues officielles, défense des populations rurales, défense de la monnaie et des intérêts économiques, reconnaissance de la politique du "travail civilisé" et développement politique et économique des populations autochtones, via le renforcement de la ségrégation raciale afin de préserver la domination de la civilisation blanche en Afrique du Sud). Le parti sud-africain fait notamment une concession importante vis-à-vis du parti national en acceptant que la question d'un éventuel statut républicain pour l'Union de l'Afrique du Sud soit soumise au parlement.

## Résultats
|                           |                           |         |       |       |        |               |  |  |  |  |  |  |  |  |
| Partis                    | Partis                    | Votes   | %     | +/-   | Sièges | +/-           |  |  |  |  |  |  |  |  |
|                           | Parti national (NP)       | 101 159 | 31,61 | 9,56  | 75     | 3             |  |  |  |  |  |  |  |  |
|                           | Parti sud-africain (SAP)  | 71 486  | 22,34 | 24,17 | 61     | en stagnation |  |  |  |  |  |  |  |  |
|                           | Parti du centre           | 27 441  | 8,58  | Nv.   | 2      | 2             |  |  |  |  |  |  |  |  |
|                           | Parti travailliste        | 20 276  | 6,34  | 3,52  | 2      | 6             |  |  |  |  |  |  |  |  |
|                           | Home rule Party           | 12 328  | 3,85  | Nv.   | 0      | en stagnation |  |  |  |  |  |  |  |  |
|                           | Indépendants              | 87 321  | 27,29 | 24,82 | 10     | 9             |  |  |  |  |  |  |  |  |
|                           |                           |         |       |       |        |               |  |  |  |  |  |  |  |  |
| Votes valides             | Votes valides             | 320 011 | 98,95 |       |        |               |  |  |  |  |  |  |  |  |
| Votes blancs et invalides | Votes blancs et invalides | 3 406   | 1,05  |       |        |               |  |  |  |  |  |  |  |  |
| Total                     | Total                     | 323 417 | 100   | –     | 150    | 2             |  |  |  |  |  |  |  |  |
| Abstentions               | Abstentions               | 634 219 | 66,23 |       |        |               |  |  |  |  |  |  |  |  |
| Inscrits/Participation    | Inscrits/Participation    | 957 636 | 33,77 |       |        |               |  |  |  |  |  |  |  |  |

## Analyse

Résultats des élections par province

Au soir des élections, la coalition du parti national et du parti sud-africain est largement victorieuse (138 députés sur 150) d'autant plus que les deux partis se sont partagé les circonscriptions électorales, augmentant le nombre de circonscriptions sans candidature d'opposition, permettant l'élection automatique du candidat commun et unique, ce qui explique la faible participation électorale (33,8%). Toutefois, des élus des deux partis rechignent à aller plus loin dans la coalition gouvernementale jetant les bases d'une opposition interne au sein même de la majorité parlementaire. 
Si les fédéralistes du Natal ont réussi à obtenir des sièges en tant qu'indépendants, Tielman Roos a par contre manqué son pari et a même été battu. Il appelle alors les 2 élus du parti du centre à coopérer avec la nouvelle majorité parlementaire.